# 国際ワールドゲームズ協会
国際ワールドゲームズ協会（こくさいワールドゲームズきょうかい、International World Games Association）は、ワールドゲームズの開催を行う団体。1981年に韓国・ソウルで結成。

## 加盟団体
現在は37の国際競技連盟がIWGAに加盟されている
| 競技                                                                                   | 組織                                     |
| -------------------------------------------------------------------------------------- | ---------------------------------------- |
| 合気道                                                                                 | 合気会                                   |
| スカイスポーツ                                                                         | 国際航空連盟                             |
| アーチェリー                                                                           | 世界アーチェリー連盟                     |
| ビリヤード                                                                             | 世界ビリヤード・スポーツ連合             |
| ボディビル & フィットネス                                                              | 国際ボディビルディング・フィットネス連盟 |
| ブールスポーツ（スポールブール、ペタンク、ボッチェ）                                   | 世界ブールスポーツ連合                   |
| ボウリング                                                                             | 国際柱技者連盟                           |
| カヌー                                                                                 | 国際カヌー連盟                           |
| キャスティング                                                                         | 国際キャスティングスポーツ連盟           |
| ダンススポーツ（ブレイキン、スタンダード&ラテン、ロックンロール）                      | 世界ダンススポーツ連盟                   |
| ファウストボール                                                                       | 国際ファウストボール協会                 |
| フロアボール                                                                           | 国際フロアボール連盟                     |
| フライングディスク                                                                     | 世界フライングディスク連盟               |
| 体操（アクロバット体操、エアロビック、パルクール、新体操、トランポリン、タンブリング） | 国際体操連盟                             |
| ハンドボール（ビーチハンドボール）                                                     | 国際ハンドボール連盟                     |
| ホッケー                                                                               | 国際ホッケー連盟                         |
| 柔術                                                                                   | 国際柔術連盟                             |
| 空手道                                                                                 | 世界空手連盟                             |
| キックボクシング                                                                       | 世界キックボクシング団体協会             |
| コーフボール                                                                           | 国際コーフボール連盟                     |
| ラクロス                                                                               | 国際ラクロス連盟                         |
| ライフセービング                                                                       | 国際ライフセービング連盟                 |
| ムエタイ                                                                               | 国際アマチュアムエタイ連盟               |
| ネットボール                                                                           | 国際ネットボール連盟                     |
| オリエンテーリング                                                                     | 国際オリエンテーリング連盟               |
| パワーリフティング                                                                     | 国際パワーリフティング連盟               |
| ラケットボール                                                                         | 国際ラケットボール連盟                   |
| ローラースポーツ（ローラースケート、インラインホッケー）                               | ワールドスケート                         |
| ラグビー（7人制ラグビー）                                                              | ワールドラグビー                         |
| 野球・ソフトボール                                                                     | 世界野球ソフトボール連盟                 |
| スポーツクライミング                                                                   | 国際スポーツクライミング連盟             |
| スカッシュ                                                                             | 世界スカッシュ連盟                       |
| 相撲                                                                                   | 国際相撲連盟                             |
| サーフィン                                                                             | 国際サーフィン連盟                       |
| 綱引き                                                                                 | 国際綱引連盟                             |
| 水中スポーツ                                                                           | 世界水中連盟                             |
| 水上スキー & ウェイクボード                                                            | 国際水上スキー&ウェイクボード連盟        |